# شنتوف
شنتوف (به عربی: شنتوف) یک شهرداری در الجزایر است که در استان عین تموشنت واقع شده‌است. شنتوف ۵۷٫۶۳ کیلومتر مربع مساحت و ۲٬۹۴۰ نفر جمعیت دارد.